# Markt 10 (Naumburg)

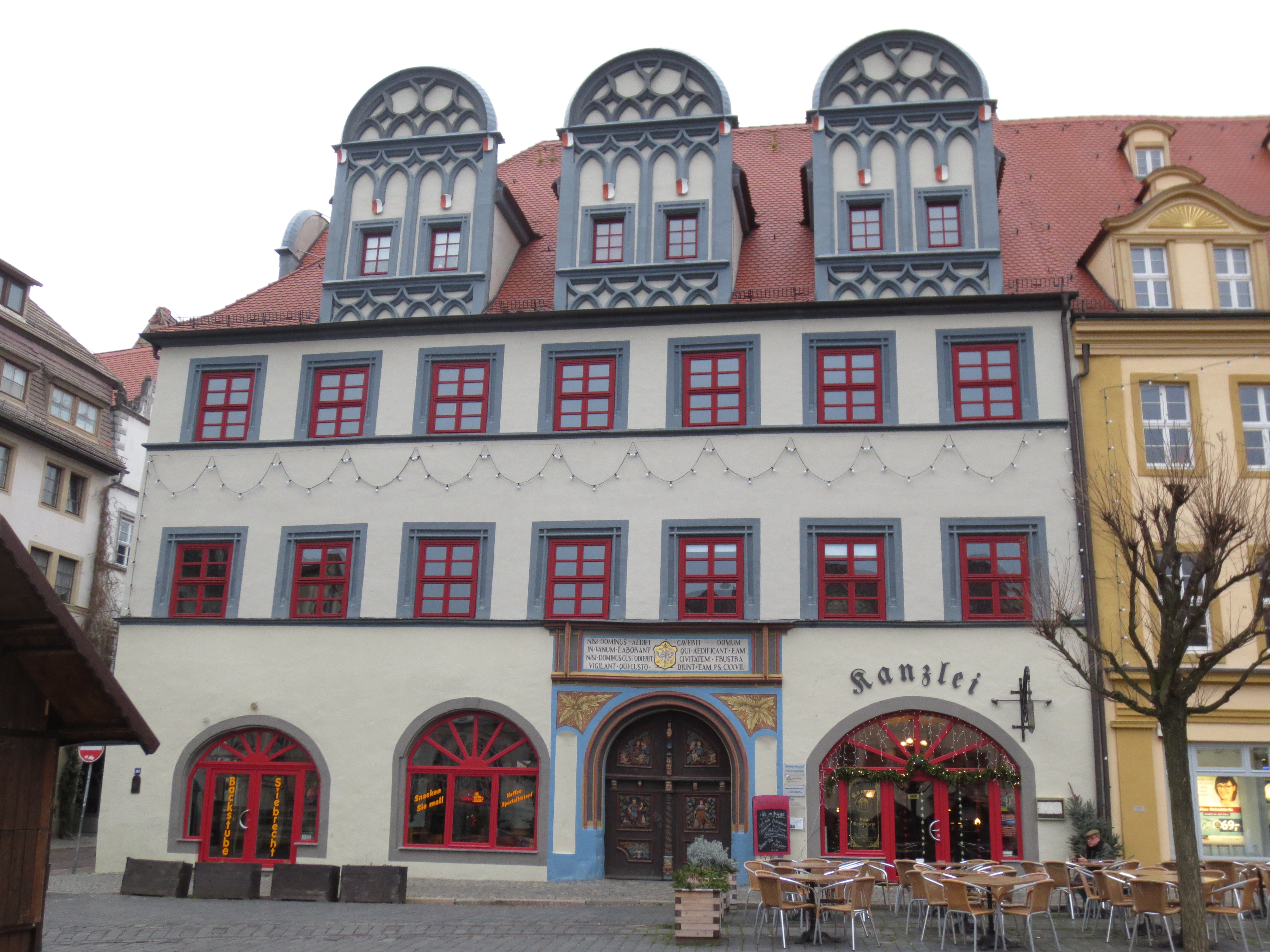
Markt 10 in Naumburg

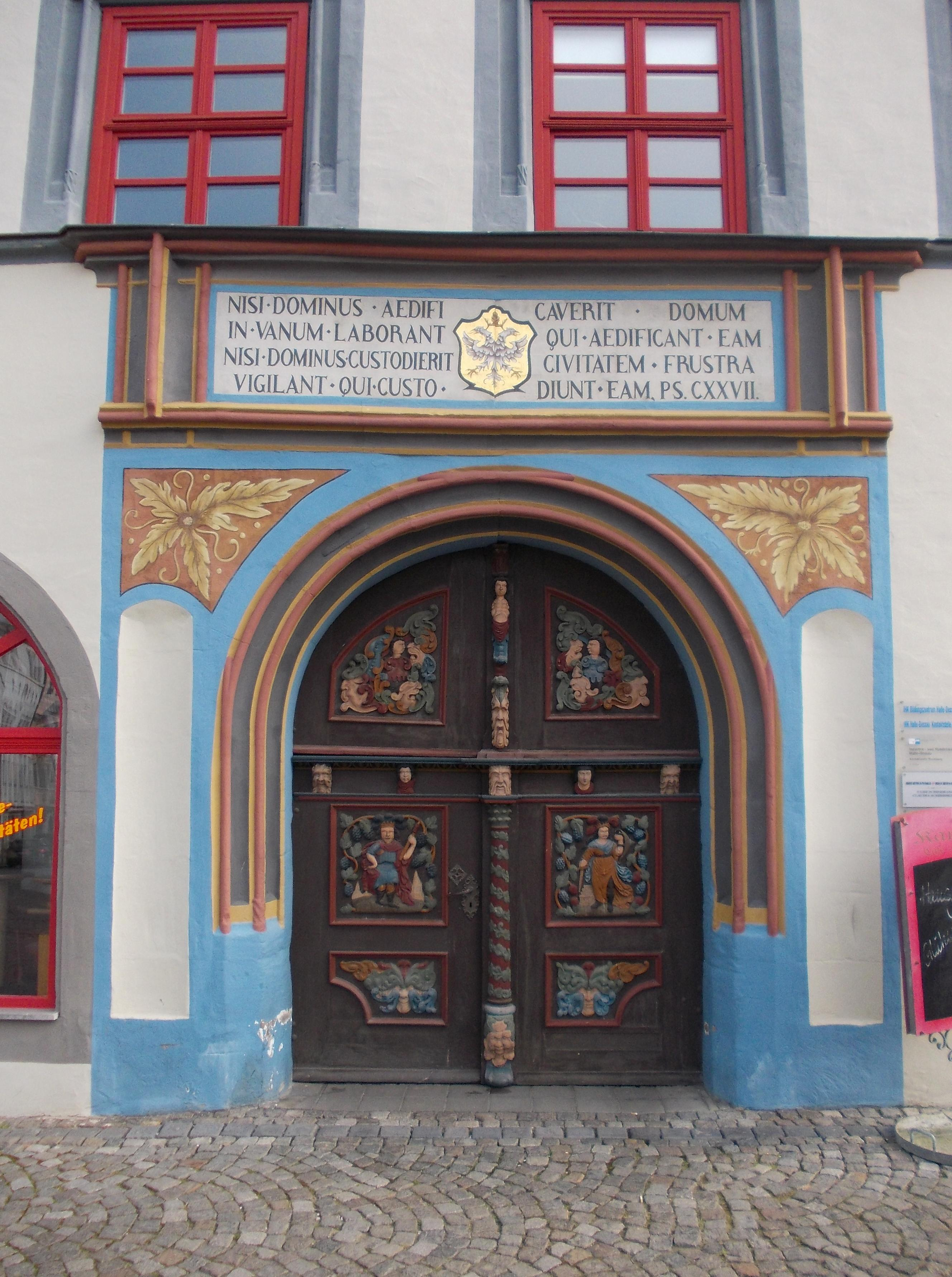
Portal

Das Gebäude Markt 10 in Naumburg, eine Stadt im Süden von Sachsen-Anhalt und der Verwaltungssitz des Burgenlandkreises, ist ein geschütztes Baudenkmal.

## Geschichte
Das Gebäude, auch Kaysersches Haus genannt, liegt gegenüber dem Rathaus an der Ecke zur Marienstraße. Es wurde unter Verwendung gotischer Teile des Vorgängerbaus nach dem Stadtbrand von 1517 errichtet. Nach dem Brand von 1922 wurden die Stuckdecken erneuert, der Dachstuhl und die Zwerchhäuser wiederaufgebaut.

## Beschreibung
Das dreigeschossige Eckhaus mit einem zweigeschossigen Seitenflügel an der Marienstraße wurde aus Bruchstein errichtet. Die Innenwände sind in Fachwerkbauweise ausgeführt. Die Rundbögen im Erdgeschoss besitzen Renaissancegewände und die Zwerchhäuser spätgotisches Maßwerk. Die seitliche Tordurchfahrt mit Rundbogenportal wird von einer geschnitzten Eichenholztür aus dem Ende des 17. Jahrhunderts geschlossen. Die Supraporte ist mit einer Inschrift versehen.  

## Ausstattung
Das Haus besitzt Ausstattungsstücke aus dem 16. bis 19. Jahrhundert: Spätgotische Gewände, Kreuzgratgewölbe, Kassettentüren, Balkenmalereien, Stuckdecken und vieles anderes mehr.  